# Южно-Шапкинское нефтяное месторождение
Южно-Шапкинское — нефтяное месторождение в России. Расположено в Ненецком автономном округе. Открыто в 1970 году. Освоение началось в 2002 году.
Запасы нефти составляет 30 млн тонн. Плотность нефти составляет 33,8° API. Содержание серы составляет 0,60 %.
Оператором месторождение является российская нефтяная компания Лукойл. Добыча нефти на месторождении в 2010 г. составила 0,651 млн тонн.